# Opátka
Opátka este o comună slovacă, aflată în districtul Košice-okolie din regiunea Košice. Localitatea se află la altitudinea de 462 m deasupra n.m., se întinde pe o suprafață de 13,9 km2 și în 2017 număra 94 de locuitori.

## Istoric
Localitatea Opátka este atestată documentar din 1324.

## Demografie
| An:                | 1994 | 2004   | 2014   | 2024    |
| ------------------ | ---- | ------ | ------ | ------- |
| Număr de persoane: | 91   | 83     | 90     | 110     |
| Diferență:         |      | −8,79% | +8,43% | +22,22% |

| An:                | 2023 | 2024   |
| ------------------ | ---- | ------ |
| Număr de persoane: | 110  | 110    |
| Diferență:         |      | −1,42% |